# إييوس
في الأساطير والديانة الإغريقية القديمة، تُعد إيوس (باليونانية: Ēṓs) إلهة الفجر وتجسيده، وكانت تستيقظ كل صباح من منزلها على حافة نهر أوقيانوس لتنشر النور وتُبدد الظلام. في التقاليد والأشعار الإغريقية، وُصفت بأنها إلهة ذات شهوة جنسية كبيرة، اتخذت العديد من العشاق البشريين لإشباع رغباتها وأنجبت منهم العديد من الأطفال. مثل نظيرتها الرومانية أورورا وأوشاس الريجفيدية، تتبع إيوس اسم إلهة الفجر الهندوأوروبية السابقة هاوسوس. تتشارك إيوس، أو سابقتها (سالفتها) الهندوأوروبية البدائية، أيضًا بعدة مقوّمات مع إلهة الحب أفروديت، ما قد يدل على تأثير إيوس فيها أو في الأصل المشترك للإلهتين. في التقاليد الحية، تُعد أفروديت المسؤولةَ عن علاقات إيوس الغرامية العديدة، بعد أن لعنت الإلهةَ بشهوة للبشر لا ترتوي منها.
في الأدب اليوناني، تُعد إيوس ابنة الجبَّارَين هايبريون وثيا (من سلالة الجبابرة أو التيتان)، وشقيقة إله الشمس هيليوس وإلهة القمر سيلين. وفي تقاليد نادرة، تُعرَف بأنها ابنة الجبّار (التيتان) بالاس. تقود كل يوم عربتها التي يجرّها حصانان، مُبشِّرةً ببزوغ فجر جديد ووصول شقيقها. لذلك، فإن أكثر ألقابها شيوعًا في الملاحم الهوميرية هو رودوداكتيلوس، أو «ذات الأصابع الوردية»، في إشارة إلى ألوان السماء عند الفجر، وإيريجينيا أو «المولودة باكرًا». ورغم ارتباطها في المقام الأول بالفجر والصباح الباكر، فقد كانت إيوس تُرافق هيليوس أحيانًا طوال مدة رحلته، ولذلك تُرى عند الغسق حتى.
وقعت إيوس في حب رجال بشريين عدة مرات، وكانت تختطفهم بنفس الطريقة التي تختطف بها الآلهةُ الذكورُ النساءَ البشريات. كان أمير طروادة تيثونوس عشيقها البشري الأبرز، وقد ضمنت له هبة الخلود، لا الشباب الأبدي، ما أدى إلى شيخوخته بصورة أبدية دون أن يموت. وفي قصة أخرى، اختطفت سيفالوس الأثيني رغمًا عنه، لكنها أطلقت سراحه في النهاية لأنه رغب بشدة في العودة إلى زوجته بروكريس، لكن بعد أن شوّهت صورتها أمامه، ما أدى إلى انفصال الزوجين. نسب شعراء متعددون إلى هذه الإلهة العديدَ من العشاق والعلاقات الرومنسية الأخرى مع كل من البشر والآلهة.
تظهر إيوس في العديد من أعمال الأدب والشعر القديمَين، ولكن على الرغم من أصولها الهندوأوروبية البدائية، هنالك أدلة قليلة على امتلاك إيوس لأي طائفة أو كونها مركزًا للعبادة خلال العصور الكلاسيكية.

## التأثيل
لقد أُعيد تركيب الشكل اليوناني البدائي لكلمة إيوس Ἠώς / Ēṓs ليصبح أوهوس *ἀυhώς / auhṓs، وهي كلمةٌ شقيقةٌ للإلهة الفيدية أوشاس، والإلهة الليتوانية أوشريني، والإلهة الرومانية أورورا (أوسوسا باللاتينية القديمة)، وهؤلاء الآلهة الثلاث هنَّ آلهة الفجر أيضًا. اقترح مايسنر (2006) الإطالة áwwɔ̄s > /aṷwɔ̄s/ > αὔως باللهجة الأيولية والإطالة */aṷwɔ̄s/ > *āwɔ̄s > *ǣwɔ̄s > /ǣɔ̄s/ باللهجة اليونانية الأتيكية الأيونية.

### في اللهجات اليونانية
في اليونانية الموكيانية، يُوثَّق اسمها بالشكل 𐀀𐀺𐀂𐀍 في النظام الخطي ب، a-wo-i-jo (Āw(ʰ)oʰios; Ἀϝohιος)، والذي عُثر عليه في أحد الألواح من مدينة بيلوس؛ لقد فُسِّر على أنه اسم شخصي للراعي له صلة بـ«الفجر»، أو الشكل المَنحيِّ (حالة المفعولية غير المباشرة) آڤويي Āwōiōi.

### مقترحات سابقة
قدّم هاينريش فيلهيلم ستول تأثيلًا مختلفًا (يُعد مرفوضًا الآن) لكلمة إيوس ἠὼς، إذ ربطها بالفعل آڤو αὔω، الذي يعني «النفخ» أو «التنفس».
يُطلق ليكوفرون عليها الاسمَ العتيقَ تيتو Tito، أي «النهار» وربما يكون مرتبطًا اشتقاقيًا بكلمة «تيتان Titan». يلاحظ كارولي كيريني أن اسم تيتو يتشارك بأصل لغوي مع اسم تيثونوس عشيق إيوس، والذي ينتمي إلى لغةٍ ما قبل يونانيةٍ أقدمَ.

## الأصول

### إلهة الفجر الهندوأوروبية البدائية
تُعد أسماء الآلهة الأربعة المذكورة آنفًا جميعها، والتي تتشارك بصلة لغوية مع إيوس، اشتقاقاتٍ من الأصل الهندوأوروبي البدائي *هيوسوس *h₂ewsṓs (*أوسوس *Ausṓs لاحقًا)، أي «الفجر». كان هذا الجذر أيضًا أصلًا للكلمات *أوسترو *Austrō بالجرمانية البدائية، و*أوستارا *Ōstara بالألمانية العليا القديمة، وإيوستر / إيستر Ēostre / Ēastre بالإنجليزية القديمة. أدت هذه الكلمات الشقيقة وأخرى غيرها إلى إعادة تشكيل *هيوسوس *h₂ewsṓs إلهة الفجر الهندوأوروبية البدائية.
في البانثيون (مجمع الآلهة) اليوناني، تُعد إيوس وهيليوس وزيوس الآلهة الثلاثة المنحدرة من سلالة هندوأوروبية منزَّهة في كل من التأثيل والمكانة، على الرغم من تهميش الاثنين السابقين من قبل وافدين جدد ليسوا هندوأوروبيين بدائيين. من الألقاب الشائعة لإلهة الفجر لقبُ *ديوس دوتر *Diwós Dhuǵh2tḗr «ابنة ديوس» إله السماء. ولكن في التقاليد الهوميرية، لم يُذكر قط أن إيوس هي ابنة زيوس (ديوس ثياتير، Διὸς θυγάτηρ, Diòs thugátēr)، بل إنها ابنة الجبّار (التيتان) هايبريون الذي يلعب دورًا ضئيلًا في الميثولوجيا (الأساطير) أو الدين. ولكن يُعد اللقب ديا δῖα, dîa، أي «إلهيّ»، المشتق من الكلمة الأقدم *ديو-يا *díw-ya، من ألقابها الشائعة، ومن الممكن ترجمته إلى «ما يَخُصُّ زيوس» أو «سماوي».
إن تصوير إيوس على أنها مخلوق جنسي مفعم بالحب اتخذ العديد من العشاق موروثٌ من سالفتها الهندوأوروبية البدائية. من بين السمات الشائعة والمنتشرة لذريّة هاوسوس تقاعسُهنَّ عن جلب النور لإعلان يوم جديد. تُصوَّر إيوس (وأورورا) في بعض الأحيان على أنها غير مستعدة لمغادرة سريرها في الصباح، بينما تُعاقَب أوشاس من قبل الإله إندرا بسبب محاولتها إحباطَ مجيء النهار، وقيل إن أوسيكلس اللاتفية قد حُبست في حجرة ذهبية لأنها لم تتمكن دائمًا من النهوض في الصباح.
غالبًا ما تم الخلط والمساواة بين إلهة الفجر الهندوأوروبية هذه وإلهة النهار وضوء النهار هميرا، ولَربّما لعبت إيوس أيضًا دورًا في الشعر الهندوأوروبي البدائي.

### الارتباط بأفروديت
تتشارك إيوس أيضًا ببعض السمات مع إلهة الحب أفروديت، ما قد يشير إلى أصل شبه مشترك أو إلى تأثير إيوس/*هيوسوس في أفروديت، والتي يعود أصلها إلى الشرق الأدنى؛ اشتهرت الإلهتان كلتاهما بجمالهما المثير للشهوة وجنسانيّتهما العنيفة، وكانت لديهما علاقات مع عشاق بشريين، وارتبطت كلتاهما باللون الأحمر والأبيض والذهبي. يؤثِّل مايكل جاندا اسم أفروديت باعتباره لقبًا لإيوس بمعنى «تلك التي تنهض من الزبد [زبد المحيط]» ويشير إلى حكاية ميلاد أفروديت في ثيوغونيا هِسْيود باعتبارها انعكاسًا قديمًا للأسطورة الهندوأوروبية. من ناحية أخرى، فمن المقبول عمومًا أن تأثيل اسم أفروديت ساميٌّ في الأصل، ولا يمكن تحديد معناه واشتقاقه الدقيقين. يُعرض الدليل أيضًا عبر باطِيَة (كارتير) إيطالية حمراء الشكل تظهر فيها أفروديت وهي تحمل مرآة تحت قرص شمسي بينما يَذبح قدموس بطلُ ثيفا (طيبة) التنّينَ، مع وجود شخصية أنثوية مطابقة تقريبًا لأفروديت تظهر على باطِيَة أخرى موسومة بكلمة «ΑΩΣ»، أو آوس Aṓs، أي الفجر؛ يوضح ذلك أنه وعلى الرغم من تشابه أفروديت وعشتروت/إنانا، فهي تُعرَض في التقاليد الفنية اليونانية بصورة مشابهة لإيوس أحيانًا.
إن أفروديت، وعلى غرار إيوس، مفترسة لا فريسة، إذ ليس هنالك حكايات عن رجال يعتدون على أفروديت، ولكن هناك العديد من القصص التي تختطف فيها رجالًا بشريين، الأمر الذي يعاكس الموضوع التقليدي للآلهة والرجال الذين يطاردون العذارى، بنفس الطريقة كما إيوس. لا تختطف أفروديت الرجال البشريين أو تغويهم فحسب كما تفعل إيوس، بل تستشهد أيضًا بمغامرات إيوس الخاصة مع تيثونوس حين تغوي أنكيسس. تُصوَّر الإلهتان على أنهما خاطفتان شريرتان وخيّرتان، إذ تمنحان الموت (الأذى) والصَّون (الخير) لعشاقهما البشريين. إن الإلهتين موجودتان جنبًا إلى جنب في أسطورة فايثون السوري، وفيها تكون إيوس والدتَه وأفروديت عشيقته وخاطفته. علاوة على ذلك، هناك نقطة أخرى ذات دلالة وهي كيف أن اسم «آووس» مذكورٌ على أنه اسمٌ لأدونيس، عشيق أفروديت شرقي الأصل، وكذلك اسمٌ لابن إيوس من سيفالوس (مثل فايثون) الذي أصبح ملكَ قبرص، وهي جزيرة اعتُبرت مسقطَ رأس أفروديت. يقترح هذا مزيجًا من الديانتين الموكيانية والفينيقية على الجزيرة؛ ربما كان آووس في الأساس اسمًا عامًا لابن إيوس أو عشيقها، ورُبط بعد ذلك بأفروديت على أنه القرين الذي يحمل نفس الاسم باعتبارها قد تطورت عن إيوس.